# Antonio Porenzoni
Antonio Porenzoni (Cividale del Friuli, XIV secolo – XV secolo) è stato un notaio italiano, autore di uno dei primi documenti letterari friulani.

## Biografia
Figlio di un uomo di Milano, tra il 1365 e il 1430 esercitò la professione di notaio a Cividale del Friuli. È noto in quanto gli è attribuita la ballata Piruç myo doç inculurit, in italiano Pera mia dolce colorata, riportata sul retro di un atto notarile del 1380, cui va aggiunto, secondo alcuni, il contrasto Biello dumnlo di valor, Bella signora di valore; questi sono tra i più antichi documenti letterari in lingua friulana.